# David Padgett
David Christopher Padgett (Reno, 13 febbraio 1985) è un ex cestista, allenatore di pallacanestro e dirigente sportivo statunitense.